# 拉蒂默 (愛荷華州)
拉蒂默（英語：Latimer）是一個位於美國愛荷華州富蘭克林縣的城市。

## 地理
拉蒂默的座標為42°45′46″N 93°22′08″W / 42.76278°N 93.36889°W，而該地的平均海拔高度為378米（即1240英尺）。

## 人口
根據2010年美國人口普查的數據，拉蒂默的面積為6.22平方千米，當中陸地面積為6.22平方千米，而水域面積為0.00平方千米。當地共有人口507人，而人口密度為每平方千米81人。